# Lill-Torrtjärnen, Ångermanland
Lill-Torrtjärnen är en sjö i Örnsköldsviks kommun i Ångermanland och ingår i Moälvens huvudavrinningsområde.